# Anchon echinatum
Anchon echinatum är en insektsart som beskrevs av William Lucas Distant 1908. Anchon echinatum ingår i släktet Anchon och familjen hornstritar. Inga underarter finns listade i Catalogue of Life.